# Saunet Sparell
Saunet Sparell, född 1 januari 1971 i Addis Abeba, Etiopien, är en svensk artist och skådespelare.
Hon adopterades av en svensk mamma vid fyra års ålder. Sparell var programledare för Swedish Dance Chart på ZTV, sångerska i Basic Element 1995-1998, och har därefter varit soloartist under namnet Saunet.
Sparell spelade Nadia Selam-Tefari i den norska tv-serien Hotel Cæsar åren 2006-2008, och medverkade även i Äkta människor på SVT 2012.